# Visardiagram

Exempel på en seriekrets och motsvarande visardiagram för en specifik frekvens

Inom fysik, ingenjörsvetenskap och undervisning är ett visardiagram (engelska phasor ) en grafisk representation av ett komplext tal som beskriver en sinusformad, tidsoberoende storhet med amplituden A, vinkelfrekvensen ω och fasen θ. 
I enlighet med Eulers formel kan sinusformade storheter representeras som summan av två komplexa funktioner
{\displaystyle A\,\cos(\omega t+\theta )={\frac {A}{2}}\,e^{i(\omega t+\theta )}+{\frac {A}{2}}\,e^{-i(\omega t+\theta )}}
eller som den reella delen av någon av två funktioner
{\displaystyle {\begin{aligned}A\,\cos(\omega t+\theta )&=\operatorname {Re} (A\,e^{i(\omega t+\theta )})\\&=\operatorname {Re} (A\,e^{i\theta }\cdot e^{i\omega t})\end{aligned}}}
Även den kompakta notationen  {\displaystyle A\angle \theta \ } förekommer (se jω-metoden).

## Tillämpningar

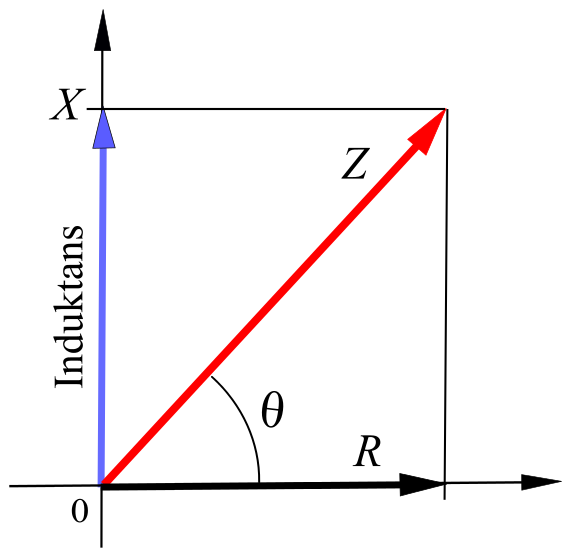
Induktans orsakar en positiv fasvridning. Om resistans förekommer i kretsen är den resulterande fasvridningen θ < 90 grader

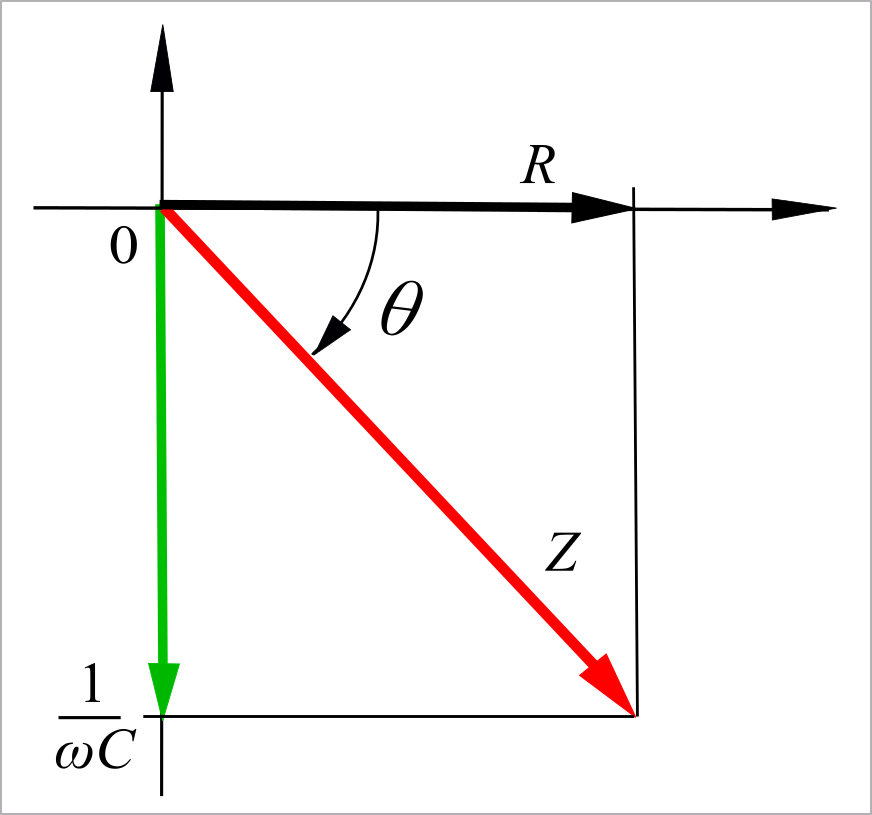
Kapacitans ger negativ fasvridning

### Elektroteknik
Grundläggande samband för resistanser och reaktanser:
- Resistans R

Strömstyrkan är proportionell mot spänningen:
{\displaystyle i={\frac {u}{R}}}
R orsakar inte någon fasvridning.
- Induktans L

Strömstyrkans ändringshastighet är proportionell mot spänningen:
{\displaystyle {\frac {\mathrm {d} i}{\mathrm {d} t}}={\frac {u}{L}}}
Spänningen ligger 90 grader före strömmen och motsvarande komplexa impedans är
{\displaystyle \mathrm {j} \omega L}
då multiplikation med den imaginära enheten motsvarar en rotation av +90 grader.
- Kapacitans C

Spänningens ändringshastighet är proportionell mot strömstyrkan:
{\displaystyle {\frac {\mathrm {d} u}{\mathrm {d} t}}={\frac {i}{C}}}
Spänningen ligger 90 grader efter strömmen och den komplexa impedansen är
{\displaystyle {\frac {1}{\mathrm {j} \omega C}}}
då division med den imaginära enheten svarar mot en rotation av -90 grader.
I diagrammen till höger används visaren för R som fasreferens/riktfas. Då resistans förekommer är beloppet av fasskillnaden mellan spänning och ström mindre än 90 grader. Strömmen genom R har samma fasvinkel som R då resistans inte ger upphov till fasvridning. Spänningarna har samma riktningar som de röda visarna.

### Rotation av diagram

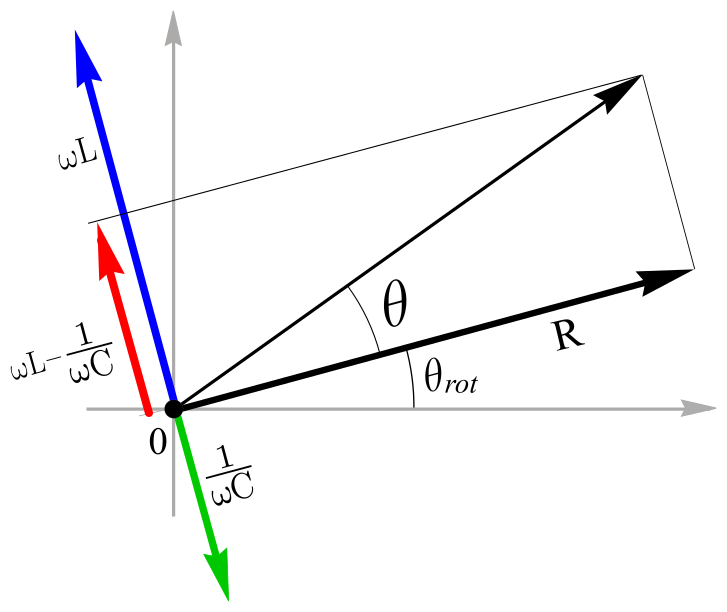
Roterat visardiagram

För en rotation med vinkeln θrot kan de komplexa tal som svarar mot de ingående visarna multipliceras med
{\displaystyle 1\angle \theta _{rot}}
det vill säga, ett komplext tal med absolutbeloppet 1 och argumentet θrot.